# SOR-Verfahren
Das „Successive Over-Relaxation“-Verfahren (Überrelaxationsverfahren) oder SOR-Verfahren ist ein Algorithmus der numerischen Mathematik zur näherungsweisen Lösung von linearen Gleichungssystemen. Es ist, wie das Gauß-Seidel-Verfahren und das Jacobi-Verfahren, ein spezielles Splitting-Verfahren der Form {\displaystyle A=B+(A-B)} mit {\displaystyle B=(1/\omega )D+L}.

## Beschreibung des Verfahrens
Gegeben ist ein quadratisches lineares Gleichungssystem {\displaystyle Ax=b} mit {\displaystyle n} Gleichungen und der Unbekannten {\displaystyle x}.
Dabei sind
{\displaystyle A={\begin{pmatrix}a_{11}&a_{12}&\cdots &a_{1n}\\a_{21}&a_{22}&\cdots &a_{2n}\\\vdots &\vdots &\ddots &\vdots \\a_{n1}&a_{n2}&\cdots &a_{nn}\end{pmatrix}},\qquad x={\begin{pmatrix}x_{1}\\x_{2}\\\vdots \\x_{n}\end{pmatrix}},\qquad b={\begin{pmatrix}b_{1}\\b_{2}\\\vdots \\b_{n}\end{pmatrix}}.}
Das SOR-Verfahren löst diese Gleichung nun ausgehend von einem Startvektor {\displaystyle x_{0}} nach der Iterationsvorschrift
{\displaystyle x_{k}^{(m+1)}=(1-\omega )x_{k}^{(m)}+{\frac {\omega }{a_{kk}}}\left(b_{k}-\sum _{i>k}a_{ki}x_{i}^{(m)}-\sum _{i<k}a_{ki}x_{i}^{(m+1)}\right),\quad k=1,2,\ldots ,n.}
Der reelle Überrelaxationsparameter {\displaystyle \omega \in (0,2)} sorgt dafür, dass das Verfahren schneller konvergiert als das Gauß-Seidel-Verfahren, das ein Spezialfall dieser Formel mit {\displaystyle \omega =1} ist.

## Algorithmus
Als Algorithmusskizze mit Abbruchbedingung bietet sich an:
wähle {\displaystyle x_{0}}
wiederhole
{\displaystyle {\text{fehler}}:=0}
für {\displaystyle k=1} bis {\displaystyle n}
{\displaystyle x_{k}^{(m+1)}:=(1-\omega )x_{k}^{(m)}+{\frac {\omega }{a_{k;k}}}\left(b_{k}-\sum _{i=1}^{k-1}a_{k;i}\cdot x_{i}^{(m+1)}-\sum _{i=k+1}^{n}a_{k;i}\cdot x_{i}^{(m)}\right)}
{\displaystyle {\text{fehler}}:=\max({\text{fehler}},|x_{k}^{(m+1)}-x_{k}^{(m)}|)}
nächstes {\displaystyle k}
{\displaystyle m:=m+1}
bis {\displaystyle {\text{fehler}}<{\text{fehlerschranke}}}
Dabei wurde eine Fehlerschranke als Eingangsgröße des Algorithmus angenommen; die Näherungslösung ist die vektorielle Rückgabegröße {\displaystyle x^{(m)}}. Die Fehlerschranke misst hier, welche Größe die letzte Änderung des Variablenvektors hatte.
Bei dünnbesetzten Matrizen reduziert sich der Aufwand des Verfahrens pro Iteration deutlich.

## Herleitung
Das SOR-Verfahren ergibt sich mittels Relaxation des Gauß-Seidel-Verfahrens:
{\displaystyle x_{k}^{(m+1)}:=(1-\omega )x_{k}^{(m)}+{\frac {\omega }{a_{k;k}}}\left(b_{k}-\sum _{i=1}^{k-1}a_{k;i}\cdot x_{i}^{(m+1)}-\sum _{i=k+1}^{n}a_{k;i}\cdot x_{i}^{(m)}\right),}
für {\displaystyle \omega =1} erhält man also Gauß-Seidel zurück. Um das Verfahren zu analysieren, bietet sich die Formulierung als Splitting-Verfahren an, die es erlaubt, die Eigenschaften des Verfahrens zu analysieren. Die Matrix {\displaystyle A} wird dazu als Summe einer Diagonalmatrix {\displaystyle D} sowie zweier strikter Dreiecksmatrizen {\displaystyle L} und {\displaystyle R} geschrieben:
{\displaystyle A=D+L+R}
mit
{\displaystyle D={\begin{pmatrix}a_{11}&0&\cdots &0\\0&a_{22}&\cdots &0\\\vdots &\vdots &\ddots &\vdots \\0&0&\cdots &a_{nn}\end{pmatrix}},\quad L={\begin{pmatrix}0&0&\cdots &0\\a_{21}&0&\cdots &0\\\vdots &\vdots &\ddots &\vdots \\a_{n1}&a_{n2}&\cdots &0\end{pmatrix}},\quad R={\begin{pmatrix}0&a_{12}&\cdots &a_{1n}\\0&0&\cdots &a_{2n}\\\vdots &\vdots &\ddots &\vdots \\0&0&\cdots &0\end{pmatrix}}.}
Das lineare Gleichungssystem ist dann äquivalent zu
{\displaystyle (D+\omega L)x=\omega b-(\omega R+(\omega -1)D)x}
mit einem {\displaystyle \omega >0}. Die Iterationsmatrix ist dann also
{\displaystyle M=-(D+\omega L)^{-1}(\omega R+(\omega -1)D)}
und das Verfahren ist konsistent und konvergiert genau dann, wenn der Spektralradius {\displaystyle \rho (M)<1} ist.
Obige Formulierung zur komponentenweisen Berechnung der {\displaystyle x_{i}^{(m)}} erhält man aus dieser Matrix-Darstellung, wenn man die Dreiecksgestalt der Matrix {\displaystyle (D+\omega L)} ausnutzt. Diese Matrix lässt sich direkt durch Vorwärtseinsetzen invertieren.

## Konvergenz
Man kann zeigen, dass das Verfahren für eine symmetrische positiv definite Matrix {\displaystyle A} für jedes {\displaystyle \omega \in (0,2)} konvergiert. Um die Konvergenz gegenüber dem Gauß-Seidel-Verfahren zu beschleunigen, verwendet man heuristische Werte zwischen {\displaystyle 1{,}5} und {\displaystyle 2{,}0}. Die optimale Wahl hängt von der Koeffizientenmatrix {\displaystyle A} ab. Werte {\displaystyle \omega <1} können gewählt werden, um eine Lösung zu stabilisieren, die ansonsten leicht divergiert.
Das Theorem von Kahan (1958) zeigt, dass für {\displaystyle \omega } außerhalb des Intervalls {\displaystyle (0,2)} keine Konvergenz mehr vorliegt.
Es kann gezeigt werden, dass der optimale Relaxationsparameter durch {\displaystyle \omega _{\text{opt}}={\frac {2}{1+{\sqrt {1-\rho ^{2}}}}}} gegeben ist, wobei {\displaystyle \rho } der Spektralradius der Verfahrensmatrix {\displaystyle D^{-1}(L+R)} des Jacobi-Verfahrens ist.